# Alain Jardel
Pour les articles homonymes, voir Jardel.
Alain Jardel, né le 16 juin 1946 à Cahors, est un entraîneur français de basket-ball.

## En résumé

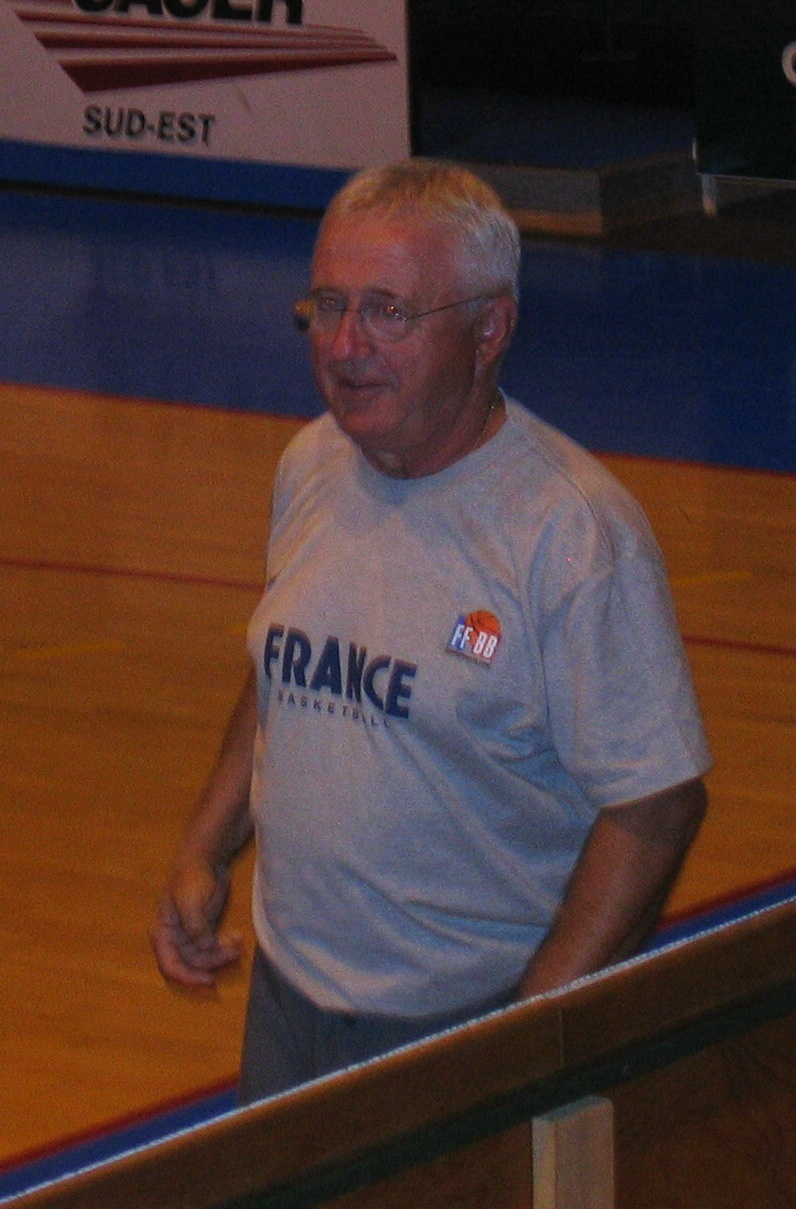
En juillet 2006 lors du stage de Clermont-Ferrand en préparation au championnat du monde avec l'équipe de France

Il fonde le club du BAC Mirande en 1975 qu'il conduit au titre de champion de France trois années de suite entre 1988 et 1990.
En 1990, il illustre son pragmatisme dans un match aller-retour en demi-finale contre Aix-en-Provence. La demi-finale du championnat de France de cette année se joue en aller-retour, avec la prise en compte du goal average. À l’aller, Mirande s’incline de cinq points à Aix-en-Provence. Lors du match retour, Mirande ne mène que de deux. Faute de pouvoir marquer quatre points en un très court temps, il décide d'utiliser une faille du règlement en prenant un temps-mort où il demande à une de ses joueuses, Nathalie Fortun, de marquer contre son camp. L'égalisation obtenue impose en effet de jouer une prolongation... que Mirande remporte de six points pour se qualifier. À la suite de ces faits, le règlement est changé : tout joueur marquant délibérément dans son propre panier reçoit une faute technique et le panier est annulé (depuis cette époque le règlement a encore changé et il n'y a plus de faute technique ; seul le panier est refusé. De plus, la prolongation est supprimée en cas de score nul dans une série de matchs aller-retour).
Il prend en charge l'équipe de France de basket-ball féminine.
Il s'appuie sur Yannick Souvré, joueuse qu'il a formée à Mirande. Celle-ci joue un rôle de coach adjointe, relayant le discours du coach sur le terrain. Elle est, sur la volonté de Jardel, le seul lien entre celui-ci et ses joueuses.
Il applique sa méthode fondée sur la confiance, le respect, et l'autorité. Il instaure un jeu basé sur la défense et le contrôle du jeu. Il est en particulier interdit de tenter un tir entre la 8e et la 21e seconde. Ce jeu très contrôlé, et s'appuyant sur des joueuses qui jouent principalement dans les deux grand clubs français de Bourges et Valenciennes abouti au sommet européen avec le titre de Championnes d'Europe en 2001 en France contre l'équipe de Russie. Auparavant, en 1999, elles avaient échoué en finale contre les Polonaises. Malheureusement, leur campagne aux Jeux olympiques d'été de 2000 n'est pas à la hauteur de leur objectif: elles sont battues en quart de finale par la Corée du Sud.
Après la campagne victorieuse de  2001, Alain Jardel se voit confronter aux retraites de Yannick Souvré et d'Isabelle Fijalkowski. Il doit, tout en s'appuyant sur de solides titulaires telles que Cathy Melain, Nicole Antibe, Sandra Le Dréan et Audrey Sauret, rebâtir une nouvelle équipe en intégrant une nouvelle génération. Il doit également intégrer de nouvelles données techniques : ne possédant plus de joueuses à très grand gabarit pouvant dominer physiquement sous les panneaux, il doit changer le jeu de son équipe pour s'appuyer sur les qualités de ses nouvelles joueuses majeures Cathy Melain et Andrey Sauret. La vitesse et la contre-attaque deviennent alors une nouvelle arme. Toutefois, la défense et la conservation du ballon sont toujours des principes majeurs.
Il est également connu pour les affrontements qu'il a eu avec certaines de ses joueuses au sujet de la WNBA et de leur disponibilité en équipe de France. Il privilégie la préparation alors que certaines joueuses sont désireuses d'intégrer la ligue américaine qui se déroule durant la même période.
En décembre 2006, les instances du basket-ball français décident de ne pas prolonger son contrat.
En 2009, il retrouve un poste d'entraîneur au sein de la direction technique nationale: Celle-ci lui confie la direction de l'équipe de France féminine espoire. Celle-ci remporte le titre européen face à l'Espagne, avec notamment la tarbaise Isis Arrondo.
En 2010, il entraîne toujours l'équipe de France des moins de 20 ans qui accroche la 4e place de l'euro, mais signe pour la saison 2010-2011 avec le champion Tarbes avant de prendre sa retraite à l'issue de cette saison. Celle-ci se solde par une élimination en phase de poule lors de l'Euroligue. En championnat, Tarbes échoue en deux manches face à Bouges.

## Parcours

### Joueur
- Duravel
- 1968-1973 : Lille OSC (Fédérale)
- 1973-1976 : Séméac (Régionale)
- 1976 : Mirande

### Entraîneur
- 1975 - 1997 : BAC Mirande
- 1997 - 2006 : Équipe de France de basket-ball féminin
- Équipe de France de basket-ball féminin des 20 ans et moins : depuis janvier 2009[6]
- 2010 - 2011 : Tarbes Gespe Bigorre

## Palmarès
- Champion de France 1988, 1989, et 1990
- Championnat d'Europe des Nations en 2001
- Finaliste du Championnat d'Europe des Nations en 1999
- Médaille d'or au championnat d'Europe U20 2009[7].